# Rafał Olbiński

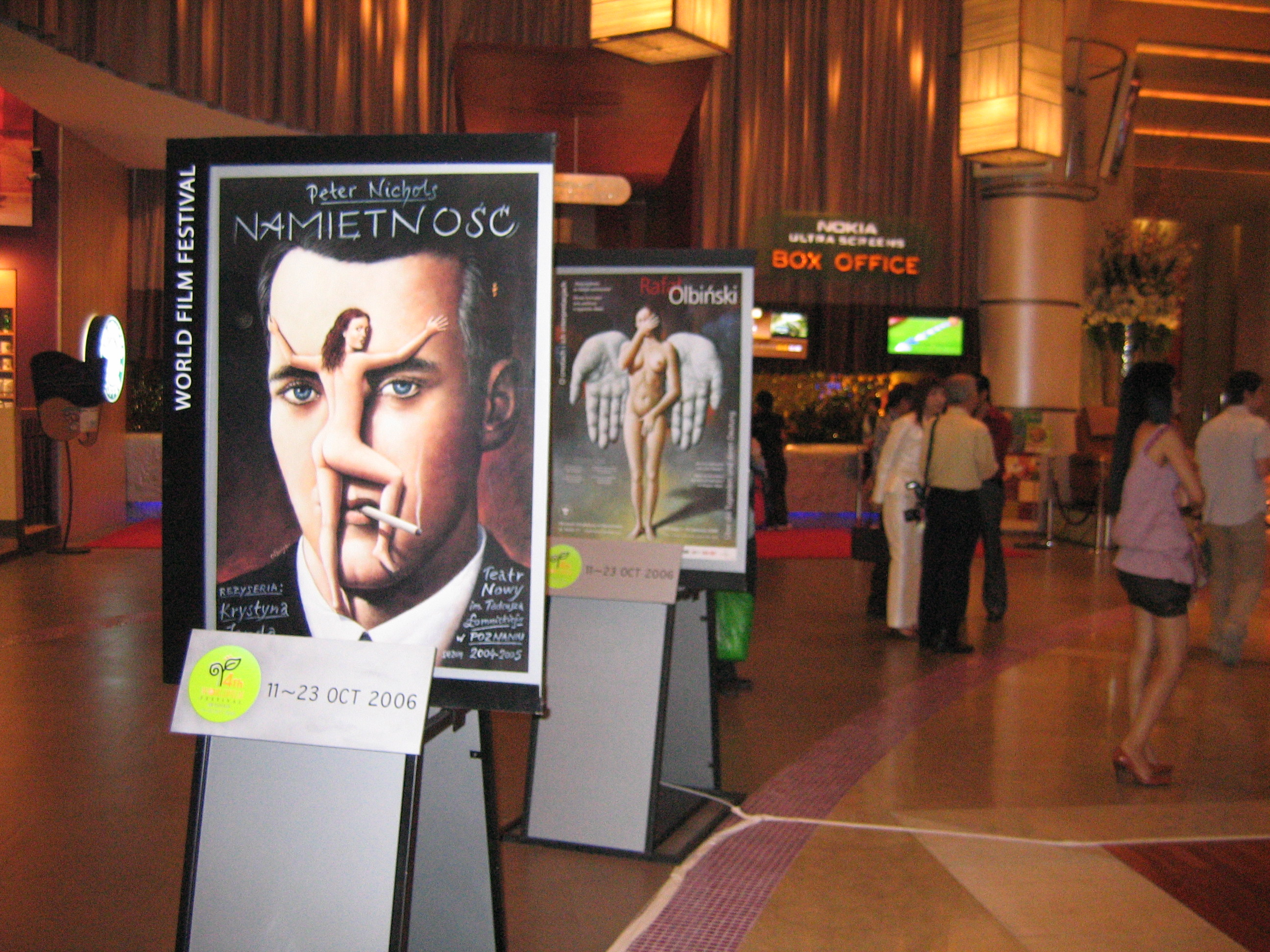
Wystawa prac Rafała Olbińskiego (2006)

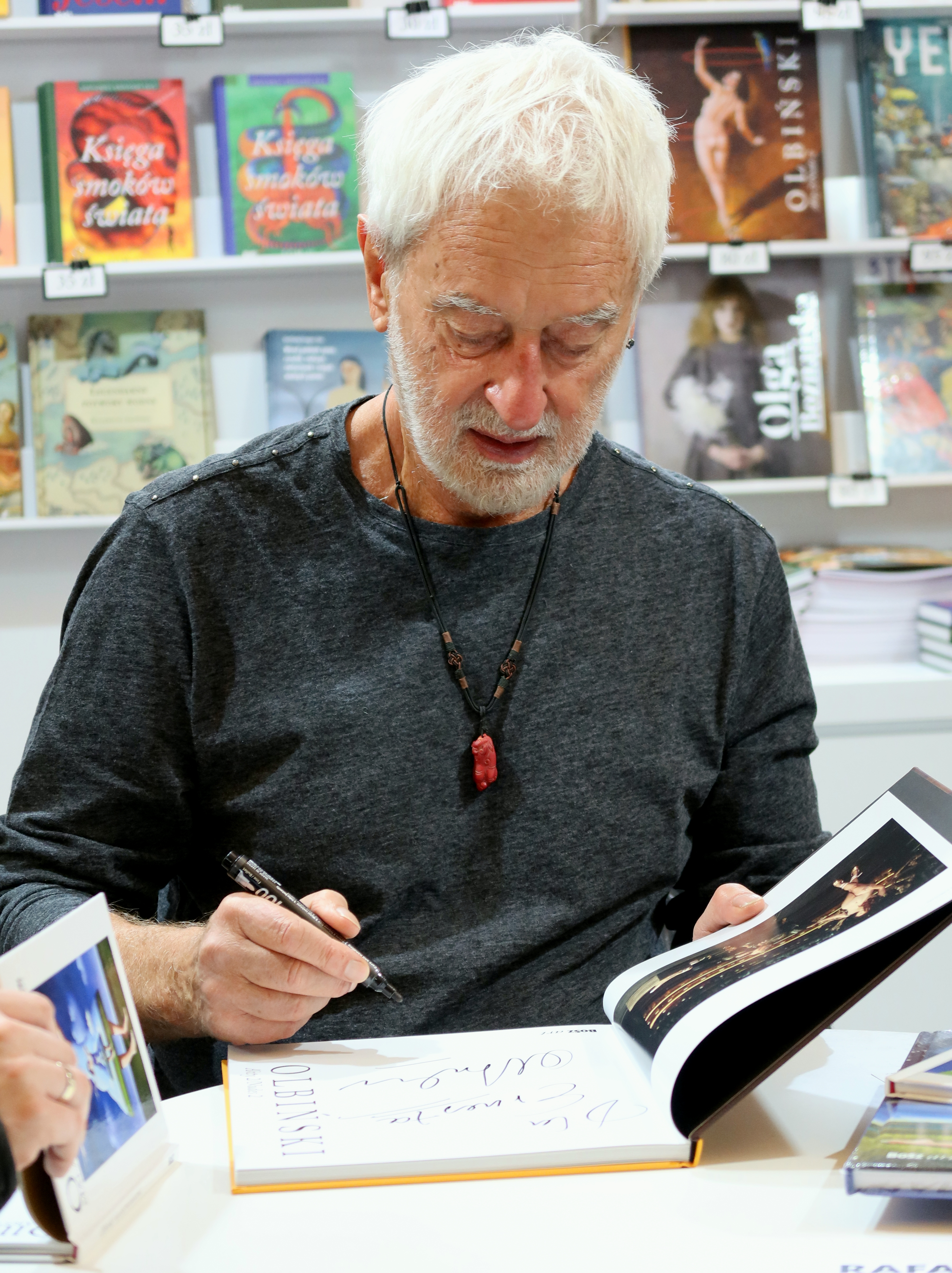
Rafał Olbiński podpisuje swoje książki podczas Międzynarodowych Targów Książki w Warszawie (2025)

Rafał Olbiński, właśc. Józef Rafał Olbiński, poprz. Józef Rafał Feliks Chałupka (ur. 21 lutego 1943 w Kielcach) – polski malarz, grafik i twórca plakatów oraz jeden z przedstawicieli polskiej szkoły plakatu.

## Życiorys
Syn Józefa i Janiny Chałupków, urodził się jako najstarszy z siedmiorga rodzeństwa. Jest absolwentem I Liceum Ogólnokształcącego im. Stefana Żeromskiego w Kielcach. Po szkole średniej podjął studia na Wydziale Architektury Politechniki Warszawskiej, które ukończył w 1969.
Po studiach zajął się grafiką, współpracując z czasopismem „Jazz Forum”, w którym pełnił funkcję redaktora graficznego. W 1981 wyjechał do Paryża, skąd rok później wyemigrował do Nowego Jorku. Powrót do kraju uniemożliwiło mu wprowadzenie przez władze komunistyczne w Polsce stanu wojennego. W 1985 podjął pracę jako wykładowca w nowojorskiej School of Visual Arts.
Jego prace są eksponowane w licznych galeriach i muzeach (Biblioteka Kongresu, muzeum sztuki nowoczesnej w Toyamie, Carnegie Foundation w Nowym Jorku i Muzeum Plakatu w Wilanowie), a także gromadzone przez prywatnych kolekcjonerów na całym świecie. Rafał Olbiński podjął współpracę z takimi pismami jak „The New York Times”, „Newsweek”, „Bloomberg Businessweek” czy „Der Spiegel”. W Polsce zajmował się m.in. projektowaniem okładek płyt, np. Krzysztofa Klenczona Powiedz stary gdzieś ty był (Pronit SX 1614) i Breakoutu Żagiel Ziemi (Pronit SX 1821). Od 1997 do 2003 regularnie tworzył okładki polskiego miesięcznika psychologicznego „Charaktery” i był współtwórcą wizerunku graficznego pisma.
Jego twórczość jest szeroko nagradzana na wielu konkursach międzynarodowych. W 1995 otrzymał pierwszą nagrodę w konkursie „New York City Capital of the World” – na plakat promujący Nowy Jork jako stolicę świata. W 1994 został laureatem tzw. Międzynarodowego Oskara za najbardziej niezapomniany plakat na świecie w konkursie „Prix Savignac” w Paryżu, a w 1976 pierwszej nagrody w konkursie Instytutu Praw Człowieka w Strasburgu. Do połowy lat 90. zgromadził około 100 nagród.

## Publikacje
- Rafał Olbiński, 12 opowiadań, Prószyński i S-ka, Warszawa 2007, ISBN 978-83-7469-593-0.
- Rafał Olbiński, Baśnie o miłości i innych dziwnych przypadkach: Rafał Olbiński w obrazach i słowach, Muza, Warszawa 2014, ISBN 978-83-7758-872-7.
- Rafał Olbiński, Pasja plakatów, Wydawnictwo BoSz, Olszanica 2016, ISBN 978-83-7576-276-1.
- Rafał Olbiński, Mój Nowy Jork, Muza, Warszawa 2024, ISBN 978-83-287-3663-4.

## Odznaczenia i wyróżnienia
Ordery i odznaczenia
W 2012, za wybitne zasługi dla polskiej i światowej kultury, za osiągnięcia w pracy twórczej i artystycznej, został przez prezydenta Bronisława Komorowskiego odznaczony Krzyżem Oficerskim Orderu Odrodzenia Polski. W 1996 odznaczony Krzyżem Kawalerskim Orderu Zasługi Rzeczypospolitej Polskiej. W 2005 otrzymał Złoty Medal „Zasłużony Kulturze Gloria Artis”
Nagrody i wyróżnienia
- 1976 – I nagroda w konkursie Międzynarodowego Instytutu Praw Człowieka w Strasburgu
- 1994 – „Prix Savignac” za najbardziej niezapomniany plakat roku
- 1995 – I nagroda w konkursie „New York City Capital of the World”
- złoty i srebrny medal Art Directors Club of New York
- złoty i srebrny medal Society of Illustrators w Nowym Jorku